# Dumeni (okręg Botoszany)
Dumeni – wieś w Rumunii, w okręgu Botoszany, w gminie George Enescu. W 2011 roku liczyła 1731 mieszkańców.